# Matourkou
Matourkou est une commune rurale du département de Bobo-Dioulasso de la province du Houet dans la région des Hauts-Bassins au Burkina Faso.

## Géographie
Matourkou est située dans le 6e arrondissement du département de Bobo-Dioulasso, à 15 km du centre de Bobo-Dioulasso à proximité de la route nationale 7.

## Éducation et santé
Matourkou possède un centre de santé et de promotion sociale (CSPS) tandis que les hôpitaux de Bobo-Dioulasso assurent les soins les plus importants.